# Lakewood Guitars

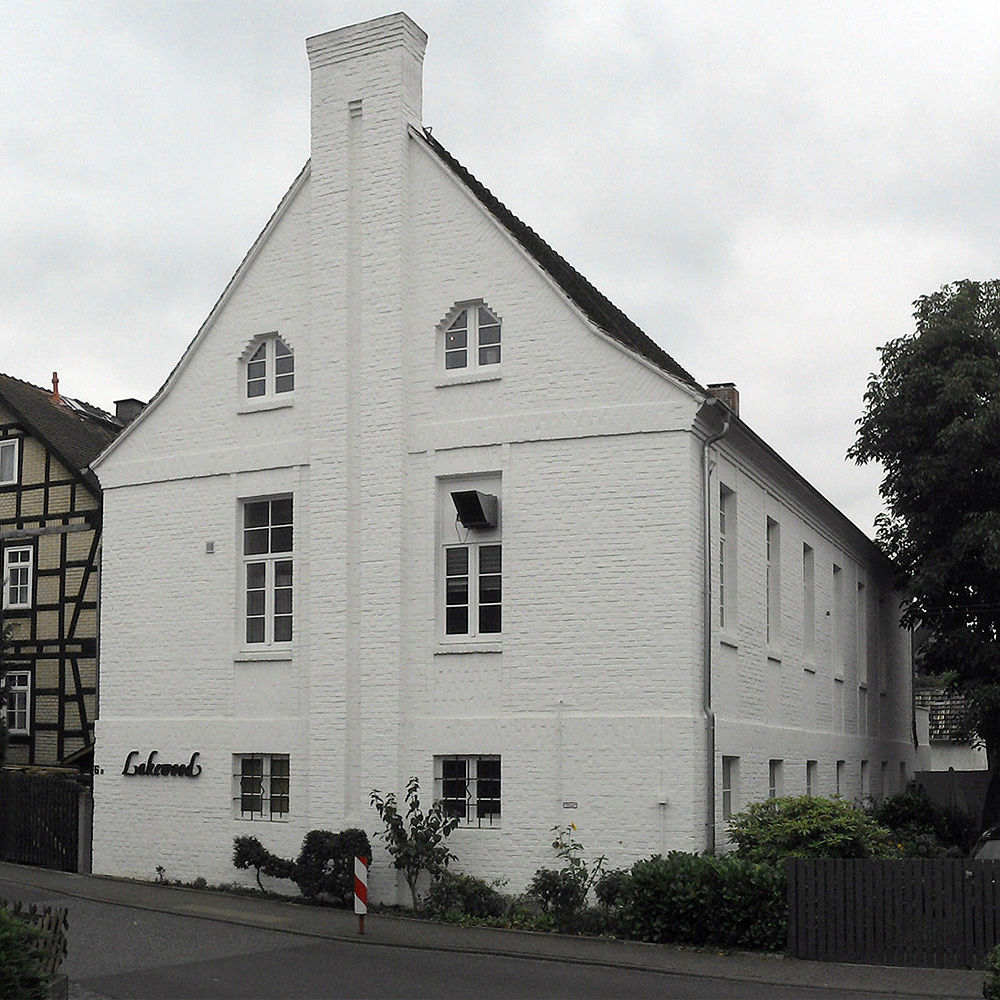
Die Lakewood Manufaktur im Gebäude einer ehemaligen Zigarrenfabrik in Gießen-Rödgen. Mittlerweile ist die Firma in ein größeres Gebäude nach Buseck umgezogen

Lakewood Guitars ist der Markenname einer deutschen Gitarrenbaufirma in Buseck bei Gießen (Mittelhessen). Die Firma hat sich von Anfang an hauptsächlich auf den Bau von hochwertigen Westerngitarren spezialisiert. Die Instrumente werden zur Gänze in Deutschland handgefertigt. Dementsprechend sind die Produkte in einem recht hohen Preissegment (etwa 1800 € bis 9500 €) angesiedelt.

## Gründung, Geschichte und Namensgebung
Das Unternehmen wurde 1986 von Martin Seeliger gegründet, der noch heute Geschäftsführer ist. Die Firma basiert auf der Suche nach einem Namen, der „so richtig nach Westerngitarre“ klingt und auch für Ausländer auszusprechen ist. Beim Durchsuchen einer Landkarte fand Seeliger den Ort Lakewood in der Nähe von Cleveland am Eriesee und damit war der Name „Lakewood Guitars“ geboren.
Seeliger wurde 1979 Mitarbeiter eines Musikladens in Kassel und lernte dort den späteren Inhaber seines Lehrbetriebs kennen. Er absolvierte von 1981 bis 1983 eine Lehre als Zupfinstrumentenmacher bei der Firma Manfred Pletz Gitarrenbau. Kurz nach seiner Gesellenprüfung eröffnete er einen Gitarrenladen in Gießen. Nebenbei legte er 1984 seine Meisterprüfung als Zupfinstrumentenmacher ab. Aus dieser Zeit (also den späten 1970er und den frühen 1980er Jahren) stammen einige klassische Konzertgitarren. Da mit der Zeit die Laden- und Werkstattfläche seines Gitarrengeschäftes zu klein wurde, verkaufte er schließlich den Laden, um größere Werkstatträume im Gießener Stadtteil Rödgen zu beziehen. Das Gebäude war zuvor eine ehemalige Zigarrenfabrik. So entstand 1986 die Firma Lakewood Guitars.

## Gitarren der Marke Lakewood

### Stahlsaitengitarren/Westerngitarren
Am Anfang wurden zunächst nur Dreadnought-Modelle gebaut, die der von Martin Guitars 1916 erfundenen Korpusform nachempfunden waren. Die ersten Modelle waren die D-14, D-18, D-22, D-32, D-46 und D-54. Von 1988 bis 1992 baute Lakewood außerdem die D-12 und die D-12-12 (12-saiter), Gitarren die heute schon fast legendär sind.

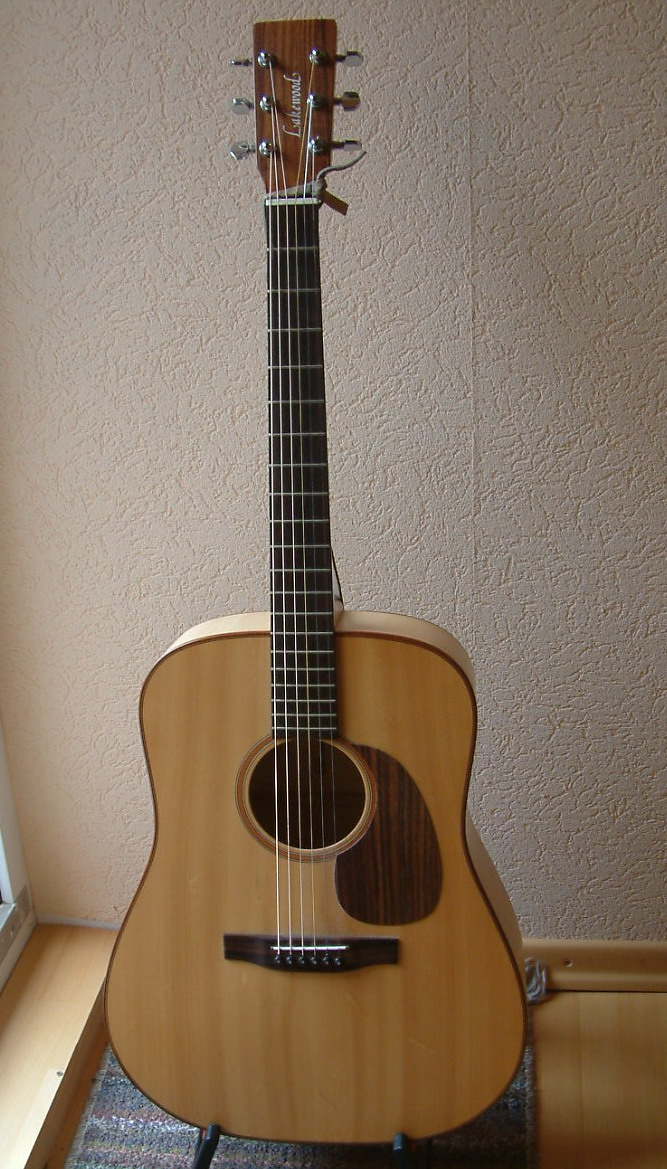
Lakewood Gitarre Modell D-12 aus dem Jahr 1991. Das Schlagbrett wurde erst später zum Schutz angebracht (Original Lakewood)

Mit Ausnahme der 46er und 54er-Modelle war die Ausstattung generell eher schlicht – aber diese Instrumente haben Lakewood klanglich den Weg bereitet und machten diesen Gitarrenbauer heute so eigenständig. In den späten 1990er Jahren baute Lakewood außerdem noch die D-10 und die M-10, Gitarren mit Zargen und Boden aus Mahagoni und einer Decke aus Fichte. Mitte der 1990er Jahre (ca. 1992–1997) wurden über einen Zeitraum von ca. 5 Jahren eine Reihe von Lakewood-Gitarren gebaut, die nur ein „L“ in der Kopfplatte eingelegt hatten. Diese Gitarren sind die einzigen in der Geschichte, die jemals außerhalb der Werkstatt in Gießen gebaut wurden. Sie kamen aus Markneukirchen im Vogtland, von Musima. Musima hatte als ehemaliger Betrieb der DDR einen tadellosen Ruf und nach der Wende Kapazitäten frei, was es ermöglichte, die dort gefertigten Lakewood Gitarren für diese Zeit etwas günstiger und in größerer Stückzahl anzubieten. Es wurden dort innerhalb von 5 Jahren etwa 2000 Gitarren gefertigt, die durchaus als „echte Lakewoods“ zu betrachten sind, da sie streng nach den Vorgaben und nach dem Konzept von Martin Seeliger gebaut wurden. In Markneukirchen wurden die D-8 (Mahagoni/Fichte) und die D-12 (Ahorn/Fichte) gebaut.
1991 reihte sich die „Grand Concert“-Korpusform in die Reihe der Serienmodelle von Lakewood. Sie wird auch als „M“ bezeichnet. Von ihr gab es anfänglich die M-18, M-22 – doch die inzwischen bekannteste Gitarre ist die M-32. Die Bedeutung der Bezeichnungen der Modelle wird weiter unten beschrieben. Mitte der 1990er Jahre folgte das Jumbo-Modell, Ende der 1990er Jahre als letztes die Auditorium-Gitarre. Dieses Instrument besitzt eine deutlich kleinere Korpusform und hat die Hals-Korpus-Verbindung am 12. Bund. Diese Eigenschaften machen sie zu einer beliebten Fingerstyle-Gitarre. Es gibt beide, Jumbo und Auditorium, in verschiedensten Holz- und Ausstattungsarten. Die Kopfplatten aller Lakewood-Gitarren hatten bis 1999 verrundete Ecken und sind erst seitdem etwas kantiger. Die Kopfplatten sind an jene von Martin Guitars angelehnt, da Martin Seeliger dieses typische und schlichte Design gefiel.
Abgenommen werden die Gitarren heute von einem Abnahmesystem, das in Zusammenarbeit mit der Firma Shadow entwickelt und eigens für Lakewood konzipiert wurde. Die Bezeichnung dieses Tonabnehmer-Systems lautet Lakewood Sonic System. Dabei wird darauf verzichtet, die Klang- und Lautstärkeregelung in die Zarge zu integrieren, die Regler sind durch das Schallloch erreichbar. Hier werden zwei Tonabnehmer bedient, der Piezo-Tonabnehmer sitzt auf übliche Weise unter der Stegeinlage im Steg, der zweite Abnehmer ist ein magnetischer Tonabnehmer und verbirgt sich im Griffbrett der Gitarre. Zusammen mit der Bauweise der Gitarre wird so ein unverwechselbarer Klang – verstärkt und unverstärkt – geschaffen. Aber auch frühere in Lakewood-Gitarren verbaute Abnahmesysteme sind von sehr guter Qualität gewesen.
Darüber hinaus gibt es einen sogenannten Customshop, in dem man sich „seine“ Gitarre selbst individuell zusammenstellen kann. Lakewood hat sich mit zunehmender Intensität auf das Bauen von Kundenanfertigungen spezialisiert, da dies bei der Firmengröße noch gut umsetzbar ist. Erwähnenswert ist ein besonderes Werkzeug, das von Lakewood auf seiner Webseite angeboten wird. Es heißt „Gitarren-Designer“ und ist ein Konfigurations-Tool, das auf 3D-Basis arbeitet. Damit können auf eindrucksvolle Art und Weise Gitarren simuliert werden, bevor man sie baut. Man kann die Gitarre gleichsam virtuell „anfassen“ und frei bewegen und dabei jegliche Ausstattung ändern.
Heute zählen Lakewood-Gitarren zu den besten in Deutschland produzierten Gitarren und sind in den meisten europäischen Ländern in den Musikläden zu finden. Ferner exportiert Lakewood seine Instrumente nach Nordamerika, Japan, Taiwan, Singapur, Neuseeland und Südkorea. Lakewood-Gitarren werden mit Hilfe zweier CNC-Fräsen, ansonsten aber grundsätzlich per Handarbeit hergestellt. Lackiert werden die Gitarren in der hauseigenen UV-Lackieranlage. Diese Anlage bietet Lacke, die wesentlich dünner, flexibler und schwingungsfreudiger als herkömmliche Lacke sind. Im Jahr 1999 konnten etwa 12 Gitarren pro Woche produziert werden. Die Produktionszahlen konnten im Laufe der Zeit gesteigert werden, so lag der Schnitt im Jahr 2000 bei etwa 18 Gitarren. Dank der eingesetzten Technik und angestiegenen Mitarbeiterzahl (derzeit 12), werden heute etwa 20 Gitarren in der Woche, also rund 1000 Gitarren pro Jahr gefertigt.

### Konzertgitarren
Ende der 1970er bis Mitte der 1980er stellte Martin Seeliger auch Konzertgitarren her, die mit seinem Namen gelabelt wurden. Diese Gitarrenmodelle haben eine sehr typische Kopfform, die fast wie ein Loch in der Kopfplatte aussieht, jedoch nach oben hin eine Öffnung hat. Die Modelle trugen den Namen Picea, Cordia, Kahya und Ocotea und waren aus Ahorn mit Fichtendecke bzw. aus Palisander mit Fichten- oder Zederndecke gefertigt. Sie sind heute noch in einigen Privathaushalten zu finden. Damals kosteten sie zwischen 450 und 2500 DM. Aktuell werden keine klassischen Konzertgitarren mehr hergestellt.

### Exoten und Sondermodelle von Lakewood
Im Laufe der Jahre wurden immer wieder Instrumente bei Lakewood gebaut, die sich außerhalb der regulären Bauserien befanden. Dazu zählt beispielsweise die „Stage Gitarre“, die Mitte der 1990er Jahre gebaut wurde. Dieses Instrument hatte einen sehr tief ausgeschnittenen Cutaway und standardmäßig ein Tonabnehmersystem (was zu der Zeit noch nicht üblich war). Von diesem Modell wurden ca. 30–40 Stück gebaut, vornehmlich aus Padouk. Einige wurden auch aus Rio-Palisander (Dalbergia nigra) gebaut und eine einzige aus Ahorn (diese Gitarre spielt Thorsten Wingenfelder von Fury in the Slaughterhouse). Der Urtyp dieser Gitarre gehört jedoch Stefan Zobeley, dem Gitarristen von Herbert Grönemeyer. Diese ist aus Bubinga gebaut. Weitere Gitarren der „Stage Serie“ waren eine Stage-Classic, ein Stage-Bass und die Stage-Mandolinen. Von den Mandolinen wurden ca. 8–10 Stück gebaut, die ebenfalls einen Tonabnehmer eingebaut hatten und den typischen weiten Cutaway aufwiesen.
Eine weitere spezielle Serie waren die Alien-Bässe, die im Auftrag der Firma Warwick von Martin Seeliger entwickelt wurden. Die ersten ca. 40 bis 50 Stück dieser Bässe wurden auch direkt in Gießen in der Lakewood-Werkstatt gebaut. Als letztes Beispiel für ein Sondermodell sei die Gitarre für Ritchie Blackmore erwähnt. Der ehemalige Deep-Purple-Gitarrist ist seit nunmehr vielen Jahren als Solokünstler mit seinem Projekt Blackmore’s Night unterwegs. Dafür ließ er sich von Lakewood eine „Moon-Guitar“ bauen. Diese Gitarre hat eine ganz eigene Korpusform, eine sehr schmale Zarge und zwei ganz typische Halbmonde in der Decke (dort wo sich bei Archtops und Halbresonanzgitarren die F-Löcher befinden). Des Weiteren spielt Ritchie Blackmore eine 12-saitige Lakewood-Gitarre, die aber einen Korpus in Lautenform besitzt.

## Namenskonvention, Seriennummern und Ausnahmen in der Modellnamensgebung
Die Seriennummern der Gitarren sind laufende Nummern. Bis ins Jahr 2001 war die Jahreszahl der Produktion der Seriennummer vorangestellt und durch einen Punkt abgetrennt. Lakewood betreibt auf der eigenen Webseite eine Registrierung für alle Kunden, auch ältere Gitarren können registriert werden. Dies hat den Hintergrund des symbolischen Willkommenheißens in der Lakewood-Familie und ist zugleich eine Art Seriennummer-Sammelstelle, die für Servicezwecke und Reparaturen wertvolle Hintergrundinfo zum Lebenslauf der Gitarre bieten kann.

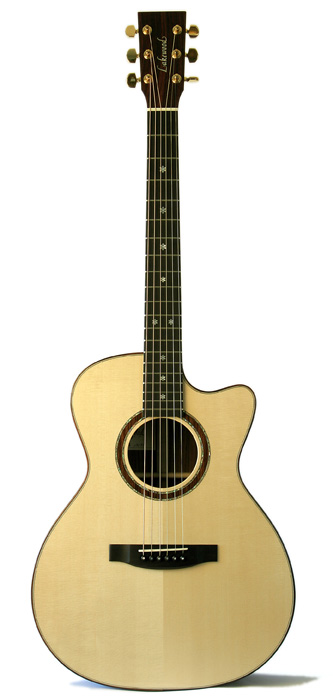
Aktuelle Lakewood Gitarre Modell M-32cp aus dem Jahr 2008

Die Namensgebung der Lakewood Serienmodelle ist prinzipiell recht übersichtlich und leicht zu verstehen.
Der erste Buchstabe beschreibt die Korpusform der Gitarre. Es gibt fünf Formen aus dem Hause Lakewood:
- M: Grand Concert
- D: Dreadnought
- A: Auditorium
- J: Jumbo
- C: Concert (seit 2019)

Die Zahl hinter dem Buchstaben ist mit einem Bindestrich abgetrennt. Sie beschreibt die Holzart, aus der Zargen und Boden der Gitarre gefertigt sind.
- 14: Mahagoni
- 15: Pommele Mahagoni
- 18: Ovangkol
- 20: Glatter Ahorn
- 22: Europäischer Nussbaum
- 23: Türkischer Nussbaum
- 24: Claro Walnuss
- 25: Französischer Nussbaum
- 30: Ulme (Rüster)
- 31: AA Ostindischer Palisander
- 32: AAA Ostindischer Palisander
- 33: Pflaume
- 34: Padouk
- 35: Eiche
- 36: Zypresse
- 37: Padouk bicolor
- 38: Kirschbaum
- 39: Geflammter Kirschbaum
- 40: Birnbaum
- 41: Chakté Viga
- 42: Eibe
- 44: Grenadillo
- 45: Ziricote
- 46: *siehe unten
- 48: Makassar-Ebenholz
- 50: Geflammter Ahorn
- 52: Myrthe
- 53: Cocobolo
- 54: Riopalisander  **siehe unten
- 55: Blackwood (Australischer)
- 56: Koa

Durch ein Leerzeichen getrennt sind bei manchen Gitarren nach der Zahl noch weitere Zusätze zur Modellbeschreibung.
- Cut: Gitarre hat einen Cutaway
- P: Gitarre hat einen Pickup (Tonabnehmer)
- CP: Die Gitarre hat einen Cutaway und einen Pickup
- Custom: Die Gitarre ist kein Serienmodell, sondern eine Customshop-Gitarre, d. h. ein Einzelstück. Bei diesen Gitarren gibt es sicherlich viele Besonderheiten, die im Namen natürlich nicht alle aufgeführt sein können.
- E/A: Es gibt ganz wenige Gitarren dieser Art. Aber „E/A“ war anfangs, als Tonabnehmereinbauten noch recht neu waren, eine Beschreibung für Elektro-Akustik und bedeutet, dass die Gitarre einen Tonabnehmer und meist einen Cutaway besitzt. Diese Bezeichnung wurde später durch „CP“ abgelöst. Weitere Informationen sind in dem Namen nicht enthalten, was für eine grobe Zuordnung der Instrumente auch absolut reicht. Ob die Reihenfolge der Nummernvergabe für jeden nachvollziehbar ist, sei dahingestellt. Eine feste Namenskonvention wurde auch erst so richtig zur Jahrtausendwende durchgesetzt.

Bei einigen Modellen gab es Ausnahmen bei der Modellbezeichnung:
- 1er-Modelle: Die so genannten 1er-Modelle sind auch aus Mahagoni (Zarge und Boden). Sie waren von 1999 bis 2005 als Einsteigermodell in der Lakewood Serie und sind an den typischen Schildpatt-Imitat Kunststoffrändern leicht erkennbar. Die 1-er Modelle gab es als Grand Concert, Dreadnought und Jumbo in verschiedenen Ausstattungen (mit und ohne Cutaway oder Pickup).
- 46: * Die 46er Modelle waren ebenfalls aus ostindischem Palisander und hätten eigentlich 32er Modelle heißen müssen. Aber Lakewood hatte diese Modellvariante mit Perlmutt-Einlagen in der Decke und Rändern an der Kopfplatte als Premiumgitarre aufgewertet und so als separates Modell etabliert. Dieses Modell wurde 2004 aus dem Programm genommen.
- 54: ** Die 54 war nicht immer ein Indikator für eine Riopalisander-Gitarre. Die 54 stand in den 1990er Jahren eher als Nummer für die Premium-Ausstattung, ähnlich also wie die „46“. Daher gibt es Anfang bis Mitte der 1990er Jahre Lakewood Modelle mit einer 54, die durchaus auch aus Ahorn oder Palisander gebaut waren. Aber diese Gitarren haben auf jeden Fall eine Perlmutt-Deckeneinfassung und eine Perlmutt-Rosette um das Schallloch.

Generell kann es sein, dass hier oder da eine Gitarre auftaucht, die eine unbekannte Nummer besitzt – es handelt sich in einem solchen Fall um ein seltenes Exemplar und ist sicher auf eine Laune von Martin Seeliger zurückzuführen, der schon immer gern einmal etwas „außer der Reihe“ gebaut hat.
Heute werden drei Modellreihen gefertigt, die sich Natural, Deluxe und Premium nennen. Diese Unterteilung wurde 2005 eingeführt und soll zunächst der Übersicht dienen. Ferner besitzen die Gitarrenmodelle dieser drei Modellreihen jeweils markante Erkennungsmerkmale. In jeder der drei Modellreihen gibt es alle vier Korpusformen (D-Dreadnought, M-Grand Concert, A-Auditorium, J-Jumbo) in verschiedenen Ausstattungen. Die Modelle gibt es als rein akustische Versionen oder auch als so genannte CP-Version (mit Cutaway/Pickup). Insgesamt hat der Anteil an CP-Versionen aufgrund von Trends in den letzten Jahren stark zugenommen.

## Musiker, die Lakewood Gitarren spielen
Ritchie Blackmore ist hier sicherlich der bekannteste Musiker, der sich bei Lakewood eine Customshop-Gitarre hat anfertigen lassen, und die er auch regelmäßig auf der Bühne spielt. Weiterhin spielt er ein 12-saitiges Modell in Lautenform. Neben ihm stehen Namen wie Dave Matthews, Wolf Maahn, Stefan Zobeley (Herbert Grönemeyer), Thom Yorke (Radiohead), Eric Bazilian (Hooters), Thorsten Wingenfelder (Fury in the Slaughterhouse), Julian Dawson, Glen Phillips, Nils Lofgren, Thomas Lindner (Schandmaul) und die mittlerweile verstorbenen Chris Jones und Kevin Coyne.
Aber auch immer mehr neue, junge Künstler spielen Lakewood-Gitarren. Hier sind vor allem Gregor Meyle, Wallis Bird, Jade Gallagher, Sarah Brendel, Claas-P. Jambor, Christina Lux, Norman Keil oder Michael Patrick Kelly zu nennen.
Besonders beliebt sind Produkte auch bei Musikern, die sich auf das so genannte „Fingerpicking“ oder anders gesagt „Fingerstyle“-Gitarrenspiel, das ein ganz eigenes Genre ist, spezialisiert haben. Diese Musiker sind z. B. Ulli Bögershausen, Peter Finger, der verstorbene Chris Jones, Eric Lugosch, Tim Sparks, Werner Hucks, Sungha Jung oder David Qualey, um nur einige zu nennen. Diese bevorzugen die Gitarren hauptsächlich wegen ihres ausgewogenen und differenzierten Klanges, der sich hervorragend für „Fingerpicking“ eignet.